# HMS Glasgow (D88)
La HMS Glasgow (D88) è stata un cacciatorpediniere lanciamissili della classe Type 42. La costruzione venne iniziata dalla Vickers Shipbuilding and Engineering nei cantieri di Barrow-in-Furness.
Durante la sua vita operativa prese parte alla Guerra delle Falkland dove venne colpita durante uno dei raid aerei argentini durante lo sbarco a San Carlos; una bomba passò la nave da parte a parte ma non esplose. La nave venne raddobbata in mare e rimase operativa per alcuni altri giorni, fino a quando l'arrivo di altre navi Type 42 ne permise il rientro in Inghilterra.

## Costruzione

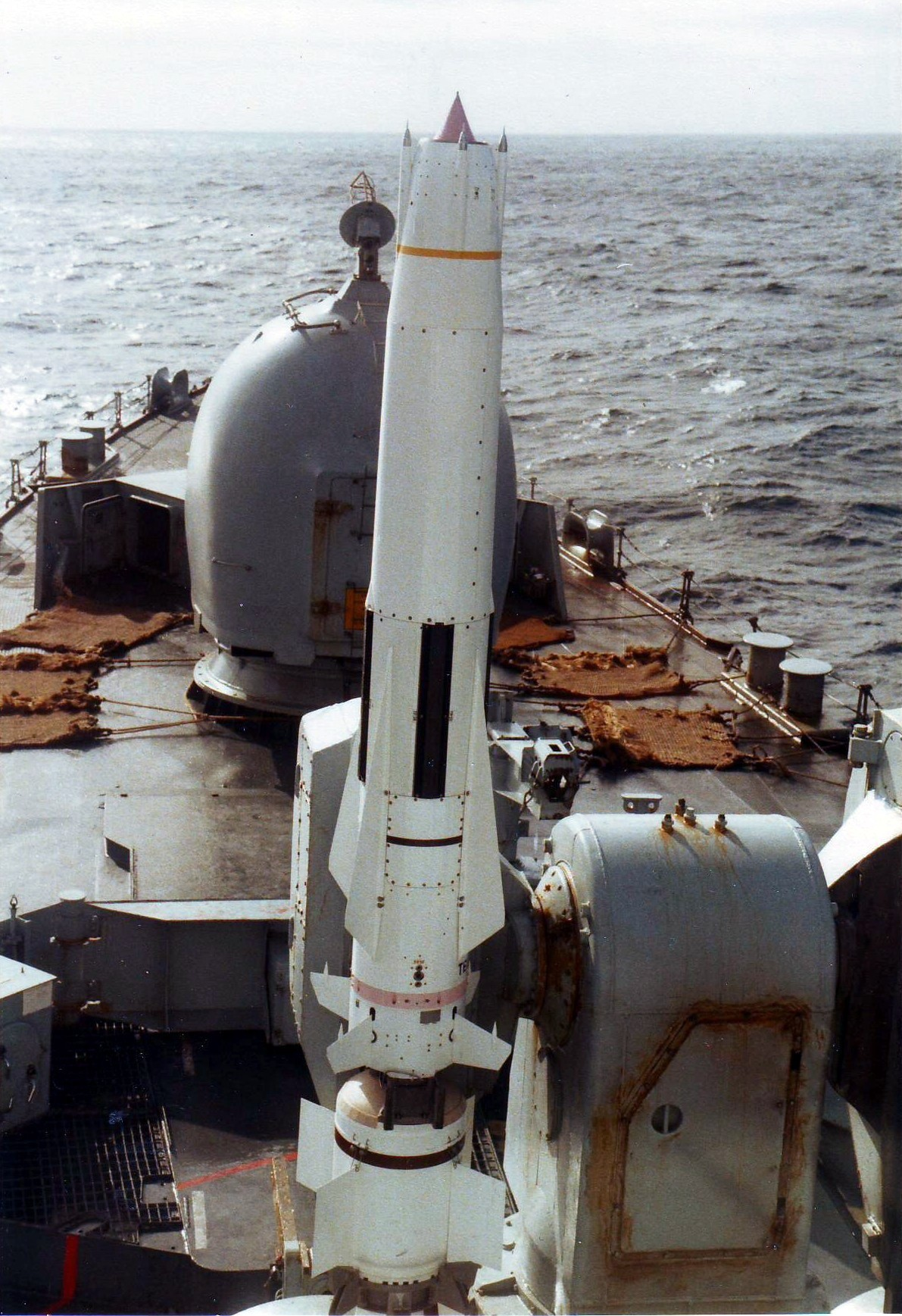
La rampa lanciamissili del sistema Sea Dart sulla HMS Cardiff, unità gemella

La Classe Type 42 (conosciuta appunto anche come classe Sheffield dal nome dell'unità capoclasse), è stata costruita in tre lotti; il costo di queste navi fu di oltre 30 milioni di sterline, il doppio di quello che era stato preventivato inizialmente.
I cacciatorpediniere della classe Type 42 furono progettati come navi antiaeree e il loro armamento principale era rappresentato dal Sea Dart, un sistema missilistico mare-aria in grado di colpire bersagli distanti fino a 30 miglia nautiche, pari a 56 km. La nave era armata anche con un cannone navale Mark 8 da 114mm in grado di sparare proiettili da 21 kg a una distanza di 22 km.

## Storia

### La guerra delle Falkland
Il 2 aprile 1982, il territorio britannico d'oltremare delle Isole Falkland, venne invaso dalla vicina Argentina. Il regno Unito, distante 13.000 km, raggruppò e inviò un corpo di spedizione aeronavale che comprendeva portaerei, sottomarini e circa 7.000 soldati per riconquistare l'arcipelago. Il conflitto terminò a giugno con la sconfitta delle forze argentine.
La Glasgow fu una delle navi a far parte della Task Force iniziale, e prese parte a vari combattimenti.

. Il ruolo primario della Glasgow, insieme alle altre unità Type 42, fu quello di picchetto radar in modo da proteggere le navi britanniche dagli attacchi argentini, rimanendo però in posizione molto esposta agli attacchi aerei. Essendo le unità di picchetto radar le prime esposte agli attacchi aerei avversari, tutti i cacciatorpediniere classe Type 42 che arrivarono alle Falkland con la prima ondata furono duramente colpiti; HMS Sheffield e HMS Coventry furono affondate e la Glasgow fu colpita con un grande squarcio nella sala macchine, ma rimase in posizione respingendo anche vari attacchi aerei; anche dopo il rappezzo di emergenza rimasero delle vie d'acqua nello scafo ed una sola sala macchine operativa.
In particolare, durante l'episodio nel quale venne danneggiata la Glasgow, questa nave era di picchetto radar insieme alla fregata HMS Brilliant, quando venne attaccata da una ondata di 4 A4 Skyhawk armati con bombe da 500 kg; il sistema Sea Dart della Glasgow si inceppò durante il lancio di una salva di missili per le incrostazioni dovute all'azione dell'acqua marina; due di questi vennero abbattuti dalle due navi durante l'avvicinamento ed un terzo si schiantò in mare per evitare i missili Sea Wolf della fregata, mentre il quarto passò sopra la Glasgow sganciando la bomba che però mancò il bersaglio passando sopra gli alberi della nave di una decina di metri, ed il cannone Mk 8 della Glasgow si inceppò; immediatamente venne rilevata una seconda ondata di 4 A4 che puntarono contro le due navi, con il Sea Dart della Glasgow ancora fuori uso. A quel punto il sistema Sea Wolf della Brilliant non riuscì più ad inquadrare gli attaccanti che avevano preso a zigzagare, dopo che la stessa nave aveva chiesto alla Glasgow di fermare il fuoco del suo cannone perché i proiettili interferivano col suo radar guidamissili; questo lasciò la Glasgow ad affrontare l'attacco aereo con le sole mitragliere di bordo e le armi leggere dei tiratori che erano stati schierati sui ponti. Infine, mentre la Brilliant venne di poco mancata da due degli attaccanti, la Glasgow venne colpita da una bomba che sfondò una paratia, mancando l'esplosione e sfondando anche la paratia dal lato opposto della sala ausiliaria motori e della sala motori di poppa, imbarcando parecchie tonnellate di acqua ma riuscendo a rimanere a galla grazie al sistema di paratie stagne (che al contrario che sul Belgrano erano state chiuse) ad un efficiente sistema di controllo danni. La nave partecipò ancora per alcuni giorni alle operazioni per sfruttare il suo radar di scoperta distante ed il sistema lanciamissili, ma venne poi reinviata in Gran Bretagna dopo l'arrivo di altre unità Type 42 ed il manifestarsi di altri problemi all'apparato motore.

## Destino finale

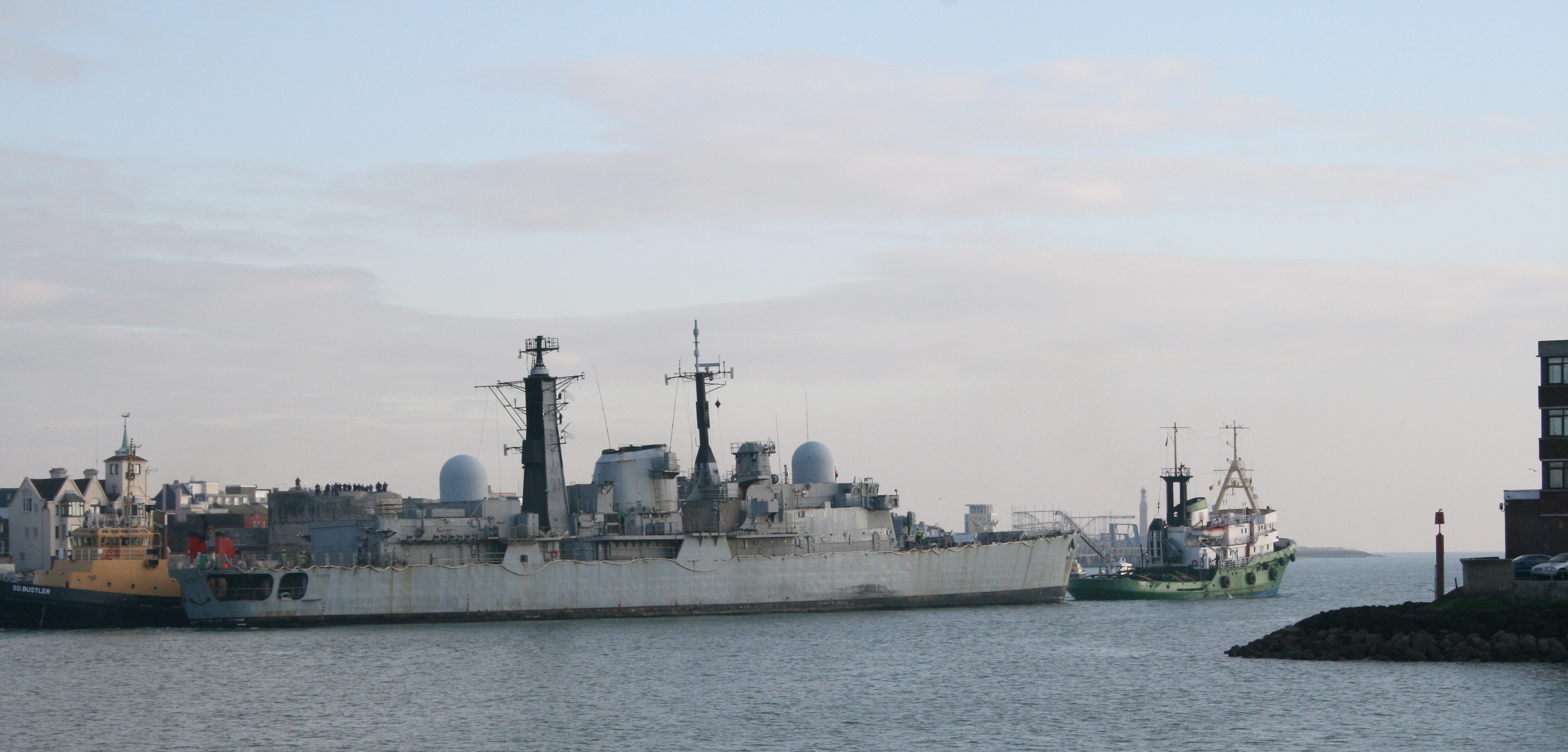
La Glasgow lascia il porto di Portsmouth al traino dei rimorchiatori verso la demolizione

La Glasgow è stata portata a demolizione il 14 gennaio 2009.